# Ryan Gravenberch
Ryan Jiro Gravenberch (* 16. Mai 2002 in Amsterdam) ist ein niederländischer Fußballspieler. Er steht seit September 2023 in der Premier League beim FC Liverpool unter Vertrag.

## Karriere

### Ajax Amsterdam
Ryan Gravenberch hatte bis 2010 in seiner Jugend für den AVV Zeeburgia in seiner Geburtsstadt gespielt, bevor er in die Jugendakademie von Ajax Amsterdam wechselte. Bereits zu Beginn der Saison 2018/19 wurde Gravenberch regelmäßig bei Jong Ajax, der zweiten Mannschaft des Vereins in der zweiten Liga, eingesetzt. Am 23. September 2018 debütierte er im Alter von 16 Jahren und drei Monaten für die erste Mannschaft bei der 0:3-Niederlage im Auswärtsspiel gegen die PSV Eindhoven mit einer Einwechslung für David Neres in der 83. Minute.

### FC Bayern München

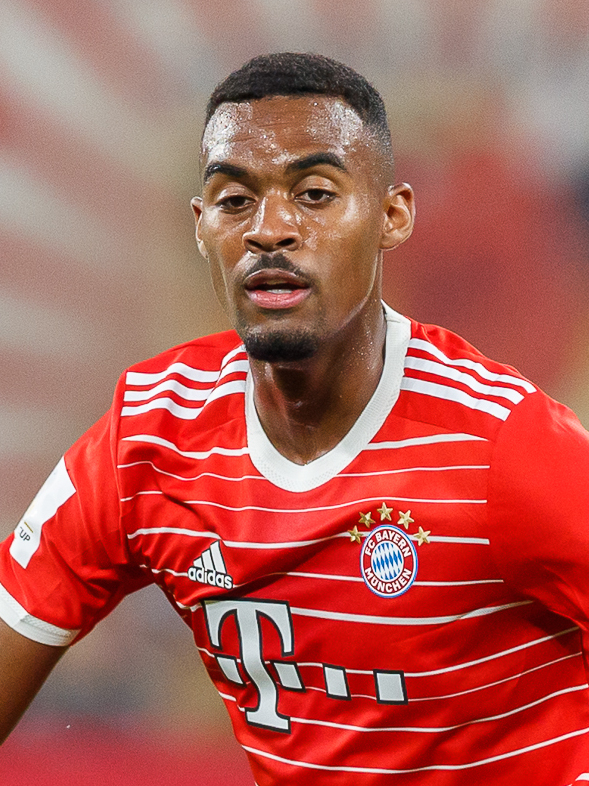
Gravenberch (2022)

Zur Saison 2022/23 wechselte Gravenberch in die Bundesliga zum FC Bayern München. Er unterschrieb einen bis 2027 laufenden Vertrag, der jedoch vorzeitig aufgelöst wurde, da der Verein dem Wunsch des Spielers auf konstantere Einsatzzeiten (bei einem anderen Verein) entsprochen hatte.

### FC Liverpool
Während der bereits angelaufenen Saison 2023/24 wurde er Anfang September 2023 vom FC Liverpool verpflichtet.

### Nationalmannschaft
Am 24. März 2021 debütierte Gravenberch in der Elftal, die im ersten Spiel der Qualifikationsgruppe G für die Weltmeisterschaft 2022 mit 2:4 Toren gegen die Nationalmannschaft der Türkei in Istanbul verlor.

## Erfolge
Nationalmannschaft
- U17-Europameister: 2018

Ajax Amsterdam
- Niederländischer Meister: 2019, 2021, 2022
- Niederländischer Pokalsieger: 2019, 2021

FC Bayern München
- Deutscher Meister: 2023
- Deutscher Supercupsieger: 2022

FC Liverpool
- Englischer Meister: 2025
- Englischer Ligapokalsieger: 2024

Individuell
- Nominierung für die Kopa-Trophäe: 2021 (8. Platz), 2022 (6.)

## Sonstiges
Sein älterer Bruder Danzell (* 1994) ist ebenfalls Fußballspieler, der seine Jugend bei Ajax Amsterdam verbrachte und in seiner Karriere bisher u. a. in Rumänien, England und Belgien spielte.